# 伊萬尼夫卡區 (赫爾松州)

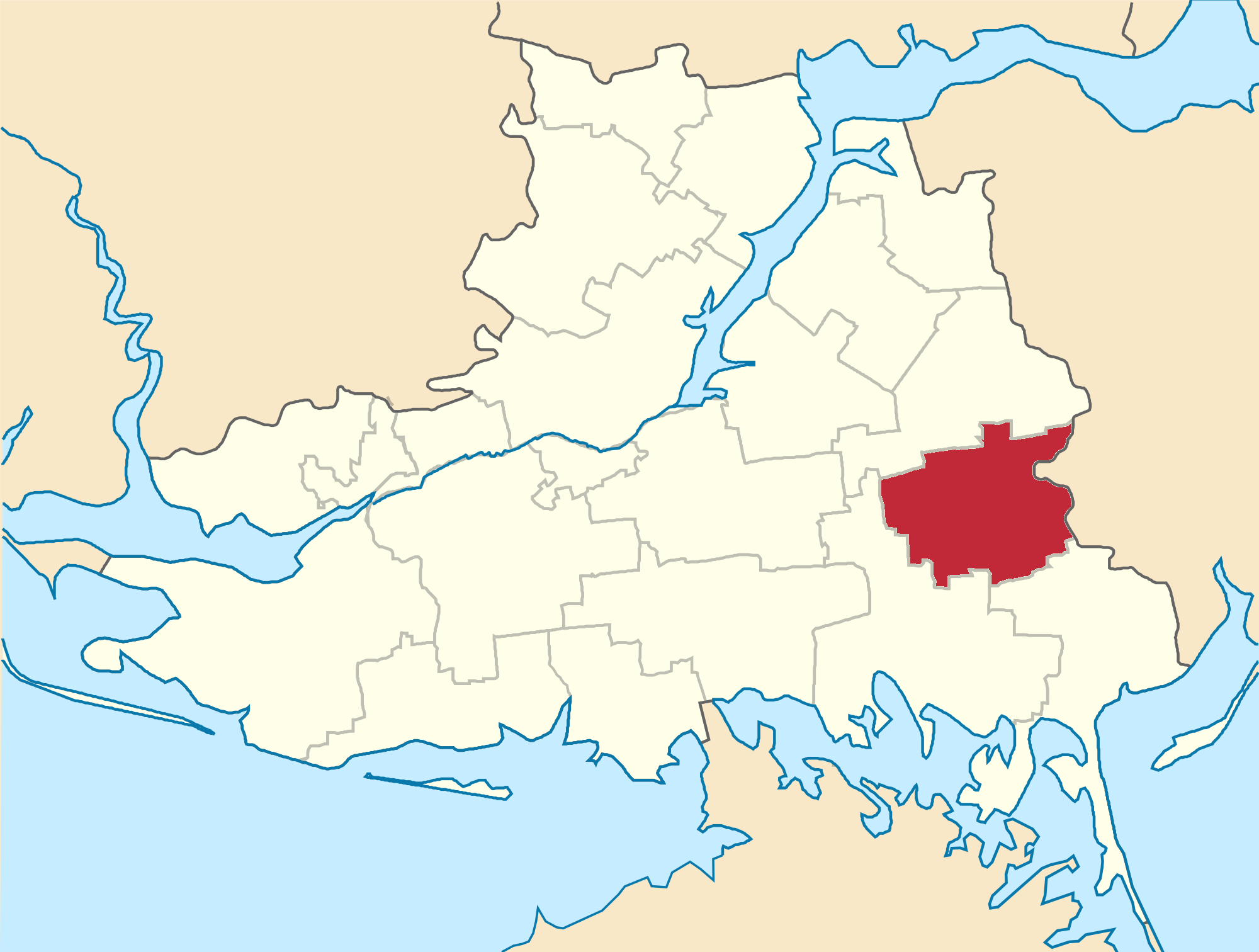
撤销前伊万尼夫卡區在赫爾松州的位置

伊万尼夫卡区（烏克蘭語：Іванівський район），曾是烏克蘭赫爾松州的一個區，位於該國南部，行政中心設於伊万尼夫卡，面積1,100平方公里，2013年人口14,382，人口密度每平方公里13.07人。
该区在2020年7月18日的乌克兰行政区划改革中被撤销，改革后赫尔松州下分为5个区。伊万尼夫卡區的范围并入海尼切斯克區。